# Американский пирог (серия фильмов)
«Американский пирог» (англ. American Pie) — это серия фильмов, состоящая из четырех эротических комедий. «Американский пирог», первый фильм серии, был выпущен компанией Universal Pictures в 1999 году. Фильм стал мировым феноменом поп-культуры и приобрел культовую популярность среди молодежи. После «Американского пирога» были выпущены второй и третий фильмы серии — «Американский пирог 2» (2001) и «Американский пирог 3: Свадьба» (2003); четвертый фильм — «Американский пирог: Все в сборе» — вышел в 2012 году. Спин-офф серия фильмов под названием «Американский пирог представляет» состоит из пяти фильмов, выпущенных с 2005 по 2020 год.
В первом фильме оригинальной серии Джим Левенштейн (Джейсон Биггс) пытается наладить отношения со своей школьной одноклассницей Надей (Шеннон Элизабет). Джим и трое его лучших друзей, Кевин Майерс (Томас Ян Николас), Пол Финч (Эдди Кей Томас) и Крис Острейчер (Крис Клейн), заключают договор о том, что потеряют девственность до окончания школы. Стив Стифлер (Шонн Уильям Скотт), несносный спортсмен из группы, дает им неортодоксальные советы, устраивая тем временем дикие вечеринки. Во втором фильме пятеро парней устраивают летнюю вечеринку, и Джим начинает интересоваться своей подругой Мишель Флаэрти (Элисон Ханниган). В третьем фильме Джим и Мишель планируют пожениться, но вынужденное приглашение Стифлера может все испортить. В четвертом фильме группа снова собирается вместе в преддверии 13-й встречи выпускников. Спин-офф сериал вращается вокруг родственников Стифлера, включая его брата Мэтта (Тад Хилгенбринк); его кузенов Эрика (Джон Уайт), Дуайта (Стив Тэлли), Скотта (Джон Патрик Джордан) и Стефани (Лиззи Бродвей); и их соответствующих друзей.
Основная квадралогия, снятая при общем бюджете в 145 миллионов долларов США, собрала почти миллиард по всему миру. Спин-оффы были выпущены на видео. Оригинальный сериал получил смешанные отзывы критиков, в то время как спин-офф получил негативные отзывы. В дальнейшем неоднократно сообщалось о возможном выходе в будущем пятой части франшизы.

## Фильмы

### Оригинальная серия
| Фильм                                  | Оригинальное название | Режиссёр (ы)                    | Сценарист (ы)                   | Продюсер (ы)                                                 |
| -------------------------------------- | --------------------- | ------------------------------- | ------------------------------- | ------------------------------------------------------------ |
| Американский пирог (1999)              | American Pie          | Крис и Пол Вайц                 | Адам Херц                       | Крис Мур, Крэйг Перри, Крис Вайц и Уоррен Зайд               |
| Американский пирог 2 (2001)            | American Pie 2        | Джеймс Б. Роджерс               | Адам Херц                       | Джейн Бартелм, Крис Мур, Крэйг Перри, Крис Вайц, Уоррен Зайд |
| Американский пирог: Свадьба (2003)     | American Wedding      | Джесси Дилан                    | Адам Херц                       | Джейн Бартелм, Крис Мур, Крэйг Перри, Крис Вайц, Уоррен Зайд |
| Американский пирог: Все в сборе (2012) | American Reunion      | Джон Харвитц и Хейден Шлоссберг | Джон Харвитц и Хейден Шлоссберг | Крис Мур, Крэйг Перри, Уоррен Зайд                           |

#### Разработка
В оригинальном фильме «Американский пирог» (1999) Джим Левенштейн и его друзья Кевин Майерс, Пол Финч и Крис Острайкер пытаются лишиться девственности до окончания школы. Джим преследует чешскую студентку по обмену Надю, но его попытки терпят неудачу после того, как он дважды преждевременно эякулирует во время прелюдии, и вместо этого он преследует гика из группы Мишель, приглашая ее на выпускной бал. На вечеринке Стифлера после выпускного вечера Джим вступает в связь с Мишель на одну ночь, и остальные друзья тоже теряют девственность.
В фильме «Американский пирог 2» (2001) Джим и его друзья организуют вечеринку в летнем домике на пляже в Гранд-Харборе, где собирается школьная банда. Надя возвращается, и Джим просит Мишель помочь ему наконец заняться с ней сексом. В итоге Джим понимает, что влюблен в Мишель (чьи чувства взаимны), и идет на концерт, где она выступает, чтобы открыть ей это.
«Американский пирог 3: Свадьба» (2003) начинается с того, что Джим делает предложение Мишель. Финч, Кевин и Стифлер помогают организовать его свадьбу.
За годы, прошедшие после третьего фильма, в последней части «Американского пирога» — «Все в сборе» (2012) Джим и Мишель женаты, у них есть ребенок, а Кевин женился сам, в то время как Оз и Хизер отдалились друг от друга, Финч все еще не нашел свою любовь (не считая мамы Стифлера), а Стифлер так и не смирился с тем, что его подростковые годы давно прошли. Теперь эти друзья на всю жизнь вернулись домой уже взрослыми на тринадцатую встречу выпускников средней школы, чтобы вспомнить — и вдохновиться — гормональными подростками, которыми они когда-то были.
Серия фильмов началась с фильма «Американский пирог», вышедшего 9 июля 1999 года. За ним последовали три продолжения: Американский пирог 2, выпущенный 10 августа 2001 года, «Американский пирог 3: Свадьба», выпущенная 1 августа 2003 года, и «Американский пирог: Все в сборе», выпущенное 6 апреля 2012 года.

#### Будущее
Пятый фильм под рабочим названием «Американский пирог 5» рассматривался в 2012 году, так как четвертый фильм хорошо зарекомендовал себя на международном уровне, а Universal заключила сделку с Гурвицем и Шлоссбергом. В августе 2017 года Шонн Уильям Скотт сказал в интервью, что четвертый фильм, вероятно, не заработал достаточно в домашнем прокате, чтобы оправдать еще один фильм. В августе 2018 года Тара Рид сообщила, что встречалась с режиссерами, и они сказали, что пятый фильм будет, и что съемки могут начаться в ближайшее время. В марте 2021 года Рид уточнила, что сценарий уже написан, и что «он один из лучших» в серии. Несколько месяцев спустя Джейсон Биггс опроверг факт разработки сценария, но сказал, что идеи для сиквела есть всегда, хотя и со многими препятствиями.

### Спин-оффы
| Фильм                                                       | Оригинальное название                   | Режиссёр (ы) | Сценарист (ы)                              | Продюсер (ы)                                    |
| ----------------------------------------------------------- | --------------------------------------- | ------------ | ------------------------------------------ | ----------------------------------------------- |
| Американский пирог представляет: Музыкальный лагерь (2005)  | American Pie Presents: Band Camp        | Стив Рэш     | Брэд Ридделл и Адам Херц                   | Майк Эллиот                                     |
| Американский пирог представляет: Голая миля (2006)          | American Pie Presents: The Naked Mile   | Джо Нуссбаум | Эрик Линдсэй                               | В. К. Бордер                                    |
| Американский пирог представляет: Переполох в общаге (2007)  | American Pie Presents: Beta House       | Эндрю Уоллер | Эрик Линдсэй                               | В. К. Бордер                                    |
| Американский пирог представляет: Книга любви (2009)         | American Pie Presents: The Book of Love | Джон Путч    | Дэвид Х. Стейнберг                         | Майк Эллиот, Крэйг Перри, Уоррен Зайд           |
| Американский пирог представляет: Правила для девочек (2020) | American Pie Presents: Girls’ Rules     | Майк Эллиот  | Блэйн Уивер, Дэвид Х. Штейнберг, Адам Херц | Майк Эллиот, Джозеф П. Женьер, Карен Городецкий |

#### Разработка
«Американский пирог: Музыкальный лагерь» (2005) рассказывает о младшем брате Стифлера Мэтте Стифлере (Тэд Хилгенбринк), который вынужден на лето отправиться в оркестровый лагерь. Там он понимает, что должен изменить свой высокомерный образ жизни, чтобы завоевать Элизу.
«Американский пирог представляет: Голая миля» (2006) рассказывает об Эрике Стифлере (Джон Уайт), единственном Стифлере, который окончил школу девственником. После неудачной попытки заняться сексом со своей девушкой Трейси (Джесси Шрэм), она дает Эрику бесплатный пропуск в Мичиганский университет, где учится его кузен Дуайт (Стив Тэлли), чтобы лишиться девственности. В процессе верность Эрика подвергается испытанию.
«Американский пирог: Переполох в общаге» (2007) продолжается через год после «Голой мили». Эрик уже закончил школу, потерял свою девушку из-за ее предыдущего бойфренда и начинает учиться в колледже. Он должен выполнить ряд заданий, прежде чем сможет вступить в братство Дуайта, а также начать новые отношения с Эшли Томас (Меган Хефферн), девушкой, с которой он познакомился в ванной комнате их общежития.
«Американский пирог: Книга любви» (2009) происходит через десять лет после «Американского пирога». Действие происходит в Восточном Грейт-Фолсе, в результате пожара в школьной библиотеке уничтожается Книга любви («Библия» из первого фильма). С помощью создателя книги, мистера Левенштейна, люди, устроившие пожар, отправляются на восстановление книги и теряют свою девственность.
«Американский пирог: Правила для девочек» (2020) рассказывает о группе из четырех девочек-подростков, которые заключают договор, чтобы получить желаемое до выпускного бала, и в итоге влюбляются в одного и того же парня.
Более чем через шесть лет после выхода оригинального «Американского пирога» франшиза была продолжена серией спин-оффов, состоящей из Музыкального лагеря, выпущенного 26 декабря 2005 года, Голой мили, выпущенного 12 декабря 2006 года, Переполох в общаге, выпущенного 26 декабря 2007 года, Книга любви, выпущенного 22 декабря 2009 года, и Правила для девочек, выпущенного 6 октября 2020 года. Все пять спин-оффов посвящены родственникам Стива Стифлера, среди которых его брат Мэтт и двоюродные братья Эрик, Дуайт, Скотт и Стефани Стифлер.
Было выпущено несколько фильмов, снятых в продолжении «Американского пирога». В этих фильмах были представлены в основном новые персонажи. Помимо грубого юмора, общими элементами фильмов «Американский пирог» является постоянное присутствие отца Джима и членов клана Стифлеров. Кроме отца Джима, единственными возвращающимися персонажами являются Мэтт Стифлер, который занимает центральное место в первом спин-оффе, хотя и сыгранный новым актером, и Чак Шерман, который в первом спин-оффе является консультантом старшей школы Ист-Грейт-Фолс.

## Персонажи
| Персонажи                      | Фильм                     | Фильм                       | Фильм                              | Фильм                                                      | Фильм                                              | Фильм                                                      | Фильм                                               | Фильм                                  |
| Персонажи                      | Американский пирог (1999) | Американский пирог 2 (2001) | Американский пирог: Свадьба (2003) | Американский пирог представляет: Музыкальный лагерь (2005) | Американский пирог представляет: Голая миля (2006) | Американский пирог представляет: Переполох в общаге (2007) | Американский пирог представляет: Книга любви (2009) | Американский пирог: Все в сборе (2012) |
| ------------------------------ | ------------------------- | --------------------------- | ---------------------------------- | ---------------------------------------------------------- | -------------------------------------------------- | ---------------------------------------------------------- | --------------------------------------------------- | -------------------------------------- |
| Ноа Левенштайн                 | Юджин Леви                | Юджин Леви                  | Юджин Леви                         | Юджин Леви                                                 | Юджин Леви                                         | Юджин Леви                                                 | Юджин Леви                                          | Юджин Леви                             |
| Джим Левенштайн                | Джейсон Биггз             | Джейсон Биггз               | Джейсон Биггз                      |                                                            |                                                    |                                                            |                                                     | Джейсон Биггз                          |
| Мишель                         | Элисон Ханниган           | Элисон Ханниган             | Элисон Ханниган                    |                                                            |                                                    |                                                            |                                                     | Элисон Ханниган                        |
| Стив Стифлер                   | Шонн Уильям Скотт         | Шонн Уильям Скотт           | Шонн Уильям Скотт                  |                                                            |                                                    |                                                            |                                                     | Шонн Уильям Скотт                      |
| Кевин Майерс                   | Томас Йен Николас         | Томас Йен Николас           | Томас Йен Николас                  |                                                            |                                                    |                                                            |                                                     | Томас Йен Николас                      |
| Пол Финч («Зяблик»)            | Эдди Кэй Томас            | Эдди Кэй Томас              | Эдди Кэй Томас                     |                                                            |                                                    |                                                            |                                                     | Эдди Кэй Томас                         |
| Крис «Оз» Озтрайкер            | Крис Клейн                | Крис Клейн                  |                                    |                                                            |                                                    |                                                            |                                                     | Крис Клейн                             |
| Хэзер                          | Мина Сувари               | Мина Сувари                 |                                    |                                                            |                                                    |                                                            |                                                     | Мина Сувари                            |
| Виктория «Вики» Лазум          | Тара Рид                  | Тара Рид                    |                                    |                                                            |                                                    |                                                            |                                                     | Тара Рид                               |
| Джессика                       | Наташа Лионн              | Наташа Лионн                |                                    |                                                            |                                                    |                                                            |                                                     | Наташа Лионн (камео)                   |
| Надя                           | Шеннон Элизабет           | Шеннон Элизабет             |                                    |                                                            |                                                    |                                                            |                                                     | Шеннон Элизабет (камео)                |
| Чак «Шерминатор» Шерман        | Крис Оуэн                 | Крис Оуэн                   |                                    | Крис Оуэн                                                  |                                                    |                                                            |                                                     | Крис Оуэн (камео)                      |
| Миссис Левенштайн (мама Джими) | Молли Чик                 | Молли Чик                   | Молли Чик                          |                                                            |                                                    |                                                            |                                                     | Молли Чик (камео)                      |
| Кэденс Флаерти                 |                           |                             | Дженьюари Джонс                    |                                                            |                                                    |                                                            |                                                     |                                        |
| Гарольд                        |                           |                             | Фред Уиллард                       |                                                            |                                                    |                                                            |                                                     |                                        |
| Джанет Стифлер                 | Дженнифер Кулидж          | Дженнифер Кулидж            | Дженнифер Кулидж                   |                                                            |                                                    |                                                            |                                                     | Дженнифер Кулидж                       |
| Джон                           | Джон Чо                   | Джон Чо                     | Джон Чо                            |                                                            |                                                    |                                                            |                                                     | Джон Чо                                |
| Джастин                        | Джастин Исфельд           | Джастин Исфельд             | Джастин Исфельд                    |                                                            |                                                    |                                                            |                                                     | Джастин Исфельд (камео)                |
| Селена                         |                           |                             |                                    |                                                            |                                                    |                                                            |                                                     | Дания Рамирес                          |
| Миа                            |                           |                             |                                    |                                                            |                                                    |                                                            |                                                     | Катрина Боуден                         |
| Кара                           |                           |                             |                                    |                                                            |                                                    |                                                            |                                                     | Эли Кобрин                             |
| Айджи                          |                           |                             |                                    |                                                            |                                                    |                                                            |                                                     | Чак Хиттинджер                         |
| Рон                            |                           |                             |                                    |                                                            |                                                    |                                                            |                                                     | Джей Харингтон                         |
| Мэт Стифлер                    | Эли Мариентал             | Эли Мариентал               |                                    | Тэд Хилдженбринк                                           |                                                    |                                                            |                                                     |                                        |
| Элис                           |                           |                             |                                    | Ариэль Кеббел                                              |                                                    |                                                            |                                                     |                                        |
| Хлои                           |                           |                             |                                    | Кристл Лайтнинг                                            |                                                    |                                                            |                                                     |                                        |
| Джимми                         |                           |                             |                                    | Джан Хи Ли                                                 |                                                    |                                                            |                                                     |                                        |
| Эрни Капловитц                 |                           |                             |                                    | Джейсон Ирлез                                              |                                                    |                                                            |                                                     |                                        |
| Эрик Стифлер                   |                           |                             |                                    |                                                            | Джон Уайт                                          | Джон Уайт                                                  |                                                     |                                        |
| Дуайт Стифлер                  |                           |                             |                                    |                                                            | Стив Талли                                         | Стив Талли                                                 |                                                     |                                        |
| Гарри Стифлер                  |                           |                             |                                    |                                                            | Кристофер Макдональд                               | Кристофер Макдональд                                       |                                                     |                                        |
| Трейси Стирлинг                |                           |                             |                                    |                                                            | Джесси Шрэм                                        |                                                            |                                                     |                                        |
| Роб Ширсон                     |                           |                             |                                    |                                                            |                                                    |                                                            | Баг Холл                                            |                                        |
| Скотт Стифлер                  |                           |                             |                                    |                                                            |                                                    |                                                            | Джон Патрик Джордан                                 |                                        |
| Нейтан Дженкилл                |                           |                             |                                    |                                                            |                                                    |                                                            | Кевин Хортон                                        |                                        |
| Маршалл «Льюб» Лубецки         |                           |                             |                                    |                                                            |                                                    |                                                            | Брэндон Хардести                                    |                                        |
| Хейди                          |                           |                             |                                    |                                                            |                                                    |                                                            | Бет Берс                                            |                                        |
| Эшли                           |                           |                             |                                    |                                                            |                                                    |                                                            | Дженнифер Холланд                                   |                                        |
| Дена                           |                           |                             |                                    |                                                            |                                                    |                                                            | Мелани Папалиа                                      |                                        |
| Имоджен                        |                           |                             |                                    |                                                            |                                                    |                                                            | Луиза Литтон                                        |                                        |
| Мадлен Ширсон                  |                           |                             |                                    |                                                            |                                                    |                                                            | Розанна Аркетт                                      |                                        |

## Кассовые сборы
| Фильм                           | Дата выхода     | Сборы        | Сборы        | Сборы        | Бюджет       | Примечание |
| Фильм                           | Дата выхода     | США          | За рубежом   | Общемировые  | Бюджет       | Примечание |
| ------------------------------- | --------------- | ------------ | ------------ | ------------ | ------------ | ---------- |
| Американский пирог              | 9 июля 1999     | $102 561 004 | $132 922 000 | $235 483 004 | $11 000 000  | [ 24 ]     |
| Американский пирог 2            | 11 августа 2001 | $145 103 595 | $142 450 000 | $287 553 595 | $30 000 000  | [ 25 ]     |
| Американский пирог: Свадьба     | 1 августа 2003  | $104 565 114 | $126 884 089 | $231 449 203 | $55 000 000  | [ 26 ]     |
| Американский пирог: Все в сборе | 5 апреля 2012   | $57 011 521  | $177 978 063 | $234 989 584 | $50 000 000  | [ 27 ]     |
| Всего                           | Всего           | $409 241 234 | $580 234 152 | $989 475 386 | $146 000 000 |            |

## Критика
| Фильм                           | Rotten Tomatoes    | Metacritic      | CinemaScore |
| ------------------------------- | ------------------ | --------------- | ----------- |
| Американский пирог              | 61 % (128 отзывов) | 58 (30 отзывов) | A−          |
| Американский пирог 2            | 52 % (127 отзывов) | 43 (28 отзывов) | B+          |
| Американский пирог: Свадьба     | 54 % (155 отзывов) | 43 (34 отзыва)  | B+          |
| Американский пирог: Все в сборе | 45 % (181 отзыв)   | 49 (34 отзыва)  | B+          |

Серия фильмов "Американский пирог" была встречена смешанными отзывами критиков, но быстро завоевала популярность среди зрителей.
Первый фильм "Американский пирог" был похвален за свой юмор, но также вызвал негодование своими откровенными сценами. Однако благодаря своей неожиданной популярности у зрителей, были созданы продолжения. В целом они пользовались популярностью среди молодежи и стали культовыми среди многих поклонников комедий.

## Домашние медиа

### DVD
| Американский пирог 3: Свадьба   | Январь 2, 2004   | Март 19, 2012     | Январь 19, 2004  |
| Американский пирог: Все в сборе | Июль 10, 2012    | Сентябрь 10, 2012 | Август 22, 2012  |
| Музыкальный лагерь              | Декабрь 26, 2005 | Октябрь 31, 2005  | Октябрь 25, 2005 |
| Голая миля                      | Декабрь 19, 2006 | Декабрь 4, 2006   | Декабрь 29, 2006 |
| Переполох в общаге              | Декабрь 26, 2007 | Март 19, 2012     | Декабрь 31, 2007 |
| Книга любви                     | Декабрь 22, 2009 | Март 19, 2012     | Декабрь 31, 2009 |
| Правила для девочек             | Октябрь 6, 2020  | —                 | —                |

### Blu-ray
| Blu-Ray название                | Регион 1 A       | Регион 2 B        | Регион 4 B      |
| ------------------------------- | ---------------- | ----------------- | --------------- |
| Американский пирог              | Март 13, 2012    | Март 19, 2012     | Май 4, 2012     |
| Американский пирог 2            | Март 13, 2012    | Март 19, 2012     | Май 4, 2012     |
| Американский пирог 3: Свадьба   | Март 13, 2012    | Март 19, 2012     | Май 4, 2012     |
| Американский пирог: Все в сборе | Июль 10, 2012    | Сентябрь 10, 2012 | Август 22, 2012 |
| Музыкальный лагерь              | Февраль 11, 2020 | —                 | —               |
| Голая миля                      | Апрель 7, 2020   | —                 | —               |
| Переполох в общаге              | Август 18, 2020  | —                 | —               |
| Книга любви                     | Декабрь 22, 2009 | —                 | —               |